# Групова збагачувальна фабрика імені газети «Известия»
Групова збагачувальна фабрика ім. газети «Известия» — спроєктована інститутом «Південдіпрошахт» і введена в дію у 1951 році.
За проєктом мала виробничу потужність 750 тис. тонн на рік як індивідуальна фабрика для збагачення антрациту місцевої шахти № 16 за спрощеною технологічною схемою при глибині збагачення 6 мм із застосуванням мийних жолобів для класу 6-100 мм. Відвантаження товарного антрациту проводиться з розсівом на стандартні товарні сорти. Згодом фабрика була дооснащена ямою привізної сировини, з підвищенням виробничої потужності до 1300 тис. тонн на рік. У 1969 році мийні жолоби було замінено відсаджувальною машиною. Одночасно проведено вдосконалення водно-шламового господарства з застосуванням гідроциклонів та центрифуг.
Місце знаходження: м.Красний Луч, Луганська обл., залізнична станція Красний Луч.